# Atriolum glauerti
Atriolum glauerti is een zakpijpensoort uit de familie van de Didemnidae. De wetenschappelijke naam van de soort is, als Leptoclinides glauerti, voor het eerst geldig gepubliceerd in 1930 door Michaelsen.